# Alexa Loo
Alexa Loo, née le 6 octobre 1972 à Vancouver, est une snowboardeuse canadienne spécialisée dans les épreuves de parallèle (slalom et géant) et degré moindre de snowboardcross.
Au cours de sa carrière, elle a disputé les Jeux olympiques d'hiver de 2006 où elle prend la vingtième place en géant parallèle, de plus elle a participé à six mondiaux dont sa meilleure performance est une huitième place en slalom parallèle en 2009 à Gangwon, enfin en coupe du monde elle est montée à trois reprises sur un podium (toutes en géant) mais n'y compte aucune victoire.

## Palmarès

### Jeux olympiques d'hiver
| Édition/Discipline | Géant |
| JO 2006            | 20e   |

### Championnats du monde
| Édition/Discipline | Slalom par. | Géant par. | Géant |
| Mondiaux 1999      | 31e         | 33e        | 46e   |
| Mondiaux 2001      | 42e         | 44e        | 26e   |
| Mondiaux 2003      | 34e         | 13e        | -     |
| Mondiaux 2005      | 20e         | 34e        | -     |
| Mondiaux 2007      | 31e         | 30e        | -     |
| Mondiaux 2009      | 8e          | 12e        | -     |

### Coupe du monde
- Meilleur classement général : 20e en 2003.
- Meilleur classement de parallèle : 13e en 2006.
- 3 podiums (3 en géant parallèle).

## Carrière politique
Loo se présente sans succès comme candidate libérale lors de l'élection provinciale de 2020 dans la circonscription britanno-colombienne dans Richmond South Centre.